# Plantenziekte

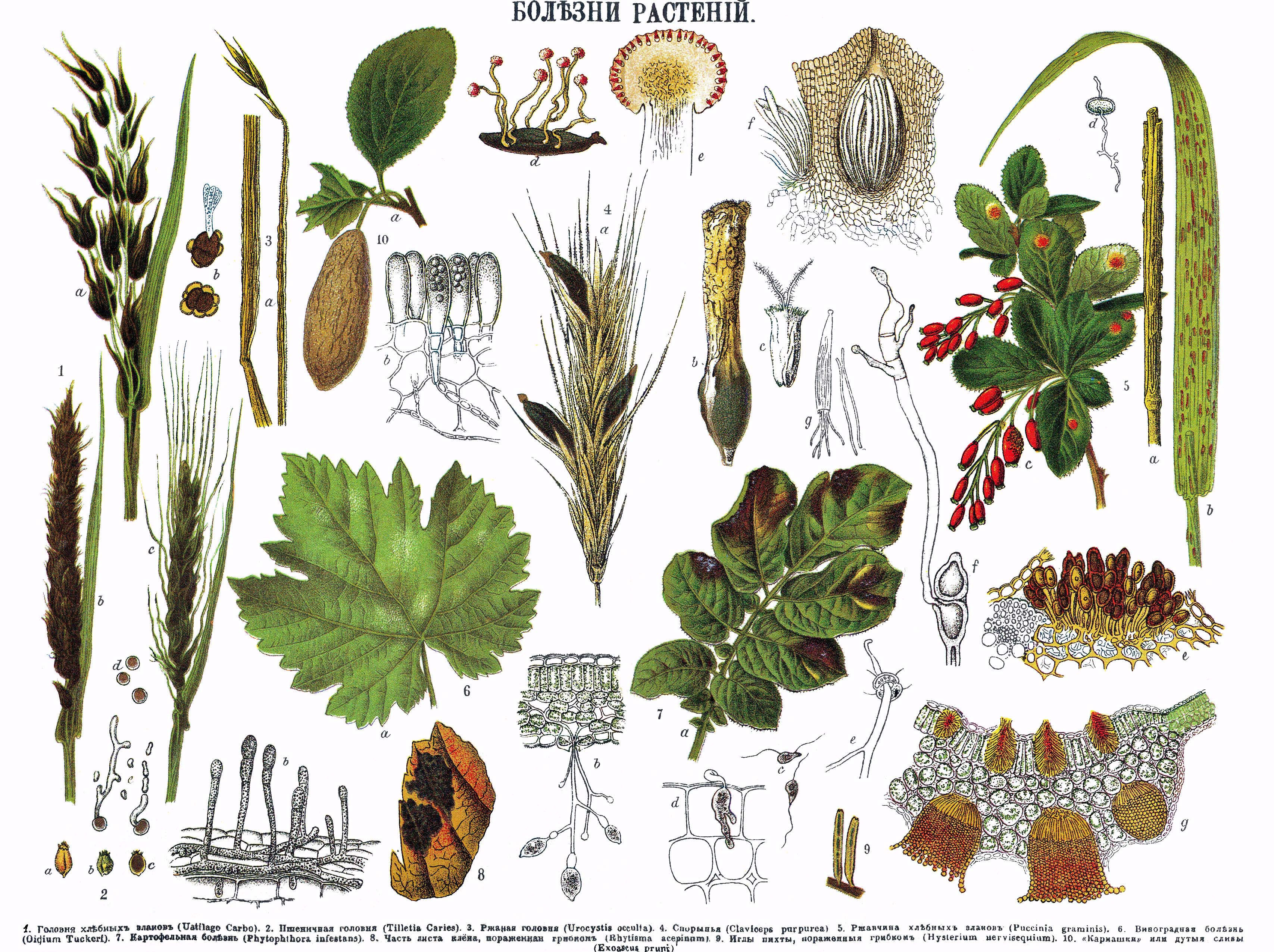

Een plantenziekte kan veroorzaakt worden door verschillende organismen of door een gebrek aan noodzakelijke mineralen (gebreksziekten). De aantastingen door schimmels, bacteriën, virussen en nematoden worden meestal ziekten genoemd. De aantasting door insecten, mijten en andere dieren zoals vraat door wild en vogels, noemt men plagen. Deficiënties worden ook wel gebreksziekten genoemd.
De studie van de plantenziekten heet fytopathologie. Plantenziektenkundigen bestuderen hoe een infectie tot stand komt, hoe een infectie bestreden of voorkomen kan worden, wat de opbrengstderving is van het gewas door een infectie en hoe je gewassen resistent (onvatbaar of minder vatbaar) kunt maken voor een infectie.
Diverse moderne landbouwgewassen zijn resistent voor ziekten of plagen. Dat is ook een van de doelen van plantenveredeling.
Plantenziekten worden bestreden 
- chemisch, met bestrijdingsmiddelen (biociden; pesticiden, eufemistisch "gewasbeschermingsmiddelen" genoemd)
- biologisch, met natuurlijke vijanden
- algemeen, door een in tijd en ruimte aangepast teeltplan, waaronder vruchtwisseling.

## Bacteriën
Ziekten veroorzaakt door bacteriën zijn schadelijk. Bacterieziekten zijn vrij besmettelijk, een plant kan zich niet herstellen. Chemische bestrijding is bovendien niet mogelijk. Voorbeelden zijn bacterievuur, kroongalziekte, Erwinia carotovora subsp. carotovora (natrot of bacterierot), Xanthomonas campestris en Pseudomonas tomato.
Endofyten zijn symbiotische schimmels of bacteriën die in alle delen van planten kan voorkomen. Endofyten kunnen negatieve gevolgen hebben voor gewassen, maar ook positieve.

## Fytoplasma's
Fytoplasma's zijn kleine bacteriën zonder celwand, verwant aan mycoplasma's. Ze worden door insecten of via enten overgedragen en kunnen bij planten diverse ziekten veroorzaken zoals de vorming van bladeren in plaats van bloemblaadjes in bloemen, de vorming van groene bloemen en de vorming van heksenbezems.

## Virussen
De ziekten door virussen veroorzaakt lijken vaak op erfelijke afwijkingen. Bladeren worden gevlekt, soms krullen bladeren of ontstaat er een groeistoornis. Bladluizen zijn beruchte virusoverdragers. Tegen virussen zijn er geen bestrijdingsmiddelen beschikbaar. Daarom is het belangrijk dat uitgangsmateriaal als pootaardappelen of stekmateriaal virusvrij is.

## Viroïden
Viroïden kunnen ook planten aantasten. Deze hebben geen eiwitmantel en bestaan alleen uit RNA of enkelstrengs DNA. Ook hier zijn geen bestrijdingsmiddelen beschikbaar.
Een Viroïde is een molecuul dat uit een relatief kort enkelstrengs RNA of enkelstrengs DNA bestaat. Van deze laatste zijn er maar enkele bekend; de meeste viroïden bestaan uit RNA. Het kan vergeleken worden met een virus, maar een viroïde is veel kleiner en heeft geen eiwitmantel. Viroïden kunnen zich alleen in planten vermenigvuldigen. Er zijn ruim dertig soorten bekend. Viroïden zijn ontdekt in 1967 door de Amerikaan Theodor Diener en zijn sterk fytopathogeen, het RNA bevat geen signalen voor vertaling in eiwit. Het eerste viroïde dat werd ontdekt is aardappelspindelknolviroïde (PSTVd).
Viroïden zijn ziekteverwekkers bij planten, zoals aardappel, tomaat, komkommer en hop.
Viroïden worden ook kunstmatig gemaakt voor gebruik bij genetische manipulatie. Onder bepaalde omstandigheden is het mogelijk een virus kunstmatig te degenereren tot een viroïde, die dan alleen nog uit nucleïnezuur dat zichzelf kan vermeerderen bestaat. Anders gezegd zo'n viroïde is een naakt virus. Als deze viroïde samen met het oorspronkelijke virus kunstmatig vermeerderd wordt onder toevoeging van nucleïnezuren en aminozuren, krijgen de viroïden de overhand doordat ze zich sneller vermeerderen.
Primaire en secundaire structuur van het aardappelspindelknolviroïde

## Schimmels
In Nederland zijn schimmels de belangrijkste veroorzaker van plantenziekten. Voorbeelden van door schimmels veroorzaakte ziekten zijn
- roest, kleine oranje, gele of bruine vlekjes op bladeren
- schurft, ruwe plekjes op blad en vrucht (vooral bij appel)
- verwelkingsziekte, schimmels zitten in de houtvaten van planten en verhinderen het watertransport; voorbeelden zijn iepziekte, veroorzaakt door Ophiostoma ulmi en Ophiostoma novo-ulmi en de verwelkingsziekten bij onder meer esdoorn, paardenkastanje, tomaat, aardbei, luzerne, passiebloem en clematis, veroorzaakt door schimmels van het geslacht Verticillium
- kanker, de schimmel zorgt dat de bast van een plant aangetast wordt; de plant reageert met woekeringen: een voorbeeld is vruchtboomkanker
- bladvlekkenziekte, op de bladeren zie je kleine zwarte of bruine vlekken
- meeldauw, een wit schimmelovertrek boven op de bladeren
- valse meeldauw, een wit schimmelovertrek op de onderkant van de bladeren
- bodemziekte, wortels worden aangetast zodat vooral kiemplanten sterven
- heksenbezems in berken worden door een schimmel veroorzaakt

Schimmelziekten worden chemisch bestreden met fungiciden. Biologische methoden zijn er nauwelijks. In de biologische landbouw probeert men de weerbaarheid van planten te verhogen, of gebruikt men resistente rassen.
Endofyten zijn symbiotische schimmels of bacteriën die in alle delen van planten kan voorkomen. Endofyten kunnen negatieve gevolgen hebben voor gewassen, maar ook positieve.

## Aaltjes
De ziekten die door nematoden (aaltjes of rondwormen) worden veroorzaakt lijken soms op virusziekten. Veel aaltjes leven in de grond en tasten de wortels aan, maar er zijn ook stengelaaltjes en bladaaltjes. Omdat aaltjes zich moeilijk verplaatsen, treden die ziekten vaak plaatselijk op. In een gewas ontstaan dan 'valplekken'. Door jarenlang eenzelfde gewas te telen, bouwt een aaltjespopulatie zich op. Door vruchtwisseling kun je aaltjesziekten voorkomen. Bekende aaltjesziekten zijn aardappelmoeheid, wortelknobbelaaltje, bietencystenaaltje en rozenmoeheid door onder andere Xiphinema diversicaudatum (een van de rozenaaltjes).

## Insecten
Plagen die door insecten worden veroorzaakt zijn in het grootste deel van de wereld de belangrijkste oorzaak van opbrengstverliezen. Wereldwijd worden insecten bestreden met insecticiden. In het gematigde Nederland klimaat zijn vooral luizen (als overdrager van virussen), trips, sommige rupsen en keverlarven schadelijk. Verschillende  bladmineerders tasten de bladeren van veel plantensoorten aan. In de negentiende eeuw zorgde de druifluis (Phylloxera vastatrix) ervoor dat een groot deel van de Europese wijngaarden werd vernietigd. In Frankrijk bezweek na 1870 ongeveer 70% van alle druivenstokken.
Ook mijten, die tot de Acarina behoren, kunnen planten aantasten. Voorbeelden zijn spint en Brevipalpus phoenicis die passiebloemen en andere vruchtgewassen aantast.